# Diësis
Diësis (altgriechisch δίεσις „kleinstes Intervall“, eigentlich „Durchgang“, zu diïēmi διΐημι „durchgehen“) bezeichnet in der Musik: 
- in Italien und Frankreich chromatisch erhöhte Stammtöne: Der Ton Fis heißt in Italien „fa diesis“, in Frankreich  „fa dièse“ (anderssprachige Tonbezeichnungen).
- ein kleines musikalisches Intervall, das in den zwei Formen kleine und große Diësis auftritt.

## Kleine Diësis

Bildung einer kleinen Diesis

Werden drei große Terzen aneinander gereiht, so ergeben diese eine übermäßige Septime. In gleichstufig-temperierter Stimmung entspricht dies genau einer Oktave, in reiner Stimmung ist das Intervall dagegen etwas kleiner. Der Unterschied zur Oktave wird kleine Diësis genannt:
{\displaystyle {\begin{alignedat}{2}{\text{kleine Diësis}}&={\text{Oktave}}&&-{\text{3 große Terzen}}_{\text{rein}}\\&={\text{3 große Terzen}}_{\text{gleichstufig}}&&-{\text{3 große Terzen}}_{\text{rein}}\\&\approx 3\cdot {\text{400 Cent}}&&-3\cdot {\text{386,31 Cent}}\\&\approx {\text{1200 Cent}}&&-{\text{1159 Cent}}\\&={\text{41 Cent}}\end{alignedat}}}
Oder auch:
{\displaystyle {\begin{alignedat}{2}{\text{kleine Diësis}}&=3\cdot {\text{syntonisches Komma}}-{\text{pythagoreisches Komma}}\\&=2\cdot {\text{syntonisches Komma}}-{\text{Schisma}}\\&\approx {\text{41,059 Cent}}\end{alignedat}}}
Die reine große Terz hat ein Frequenzverhältnis von {\displaystyle {\tfrac {5}{4}}}, drei solche Terzen ergeben somit {\displaystyle \left({\tfrac {5}{4}}\right)^{3}}; die Oktave mit dem Frequenzverhältnis {\displaystyle {\tfrac {2}{1}}} ist etwas größer. Die beiden Intervalle unterscheiden sich also um das Frequenzverhältnis:
{\displaystyle {\frac {\tfrac {2}{1}}{\left({\tfrac {5}{4}}\right)^{3}}}=2\cdot {\left({\frac {4}{5}}\right)^{3}}={\frac {128}{125}}=1{,}024\,\,{\widehat {\approx }}\,\,41\,\mathrm {Cent} }
(Beachte: 1 Cent = 1/1200 Oktave)
Gelegentlich wird für kleine Diësis auch die Bezeichnung enharmonisches Komma verwendet, da sie in reiner und mitteltöniger Stimmung genau den Unterschied zwischen enharmonischen Wechseltönen ausmacht, z. B. zwischen Gis und As.
Tonbeispiel As Gis (As erklingt 41 Cent höher als Gis):
Reine Stimmung 
Mitteltönige Stimmung  (hier zwei Tasten für As und Gis notwendig)
Gleichstufige Stimmung  (Verliert an Ausdrucksstärke)

## Große Diësis
Werden vier kleine Terzen aneinander gereiht, so ergeben diese eine verminderte None – in gleichstufig-temperierter Stimmung ist dies eine Oktave, in reiner Stimmung dagegen ein etwas größeres Intervall. Der Unterschied zur Oktave wird große Diësis genannt:
{\displaystyle {\begin{alignedat}{2}{\text{große Diësis}}&={\text{4 kleine Terzen}}_{\text{rein}}&&-{\text{Oktave}}\\&={\text{4 kleine Terzen}}_{\text{rein}}&&-{\text{4 kleine Terzen}}_{\text{gleichstufig}}\\&\approx 4\cdot {\text{ 315,64 Cent}}&&-4\cdot {\text{ 300 Cent}}\\&\approx {\text{1263 Cent}}&&-{\text{1200 Cent}}\\&={\text{  63 Cent}}\end{alignedat}}}
Oder auch:
{\displaystyle {\begin{alignedat}{2}{\text{große Diësis}}&=4\cdot {\text{syntonisches Komma}}-{\text{pythagoreisches Komma}}\\&=3\cdot {\text{syntonisches Komma}}-{\text{Schisma}}\\&\approx {\text{62,565 Cent}}\end{alignedat}}}
Die reine kleine Terz hat ein Frequenzverhältnis von {\displaystyle {\tfrac {6}{5}}}, vier solche Terzen ergeben somit {\displaystyle \left({\tfrac {6}{5}}\right)^{4}}; die Oktave mit dem Frequenzverhältnis {\displaystyle {\tfrac {2}{1}}} ist etwas kleiner. Die beiden Intervalle unterscheiden sich also um das Frequenzverhältnis:
{\displaystyle {\frac {\left({\frac {6}{5}}\right)^{4}}{\tfrac {2}{1}}}=\left({\frac {6}{5}}\right)^{4}\cdot {\frac {1}{2}}={\frac {648}{625}}=1{,}0368\ {\widehat {\approx }}\ 63\,\mathrm {Cent} }
Tonbeispiel  ,,Fis ''Ges: Ges klingt in reiner Stimmung 61 Cent (fast einen Halbton) höher als Fis:

Reine Stimmung 
Gleichstufige Stimmung (Der neapolitanische Sextakkord b des ges von f-moll wird empfunden als ais cis fis, der Übergang zu f-moll daher als seltsam)

## Geschichte
Philolaos versteht unter Diesis den Überschuss der Quarte über zwei Ganztöne (Ditonus), also den später als Limma bezeichneten diatonischen Halbton der Pythagoräer. Aristoxenos verwendete die Bezeichnung für alle Intervalle, die kleiner sind als ein Halbton. Marchetus de Padua definiert in seinem Lucidarium die Diesis als 1/5 Ganzton.

## Anmerkung
1. ↑  Betrachtet man den Quintenzirkel mit den 12 Quinten As–Es–B–F–C–G–D–A–E–H–Fis–Cis–Gis, so berechnet sich:
  - In pythagoreischer Stimmung: As–Gis = 12 (reine Quinten) − 7 Oktaven = pythagoreisches Komma = 23,5 Cent.
  - In mitteltöniger Stimmung: Gis–As = 7 Oktaven − 12 (mitteltönige Quinten) = 7 Oktaven − 12 (reine Quinten − 1⁄4 syntonisches Komma) = Oktave −3 (reine große Terzen) = kleine Diesis = 41,06 Cent.
  - In der reinen Stimmung: kleine Diesis = 3 große reine Terzen - Oktave. Große reine Terzen sind c-,e / ,e-,,gis /,,gis ,,,his. Da ,his und c sich nur um das Schisma unterscheiden, folgt also:
  - kleine Diesis = c- ,,,h = c -,h + 2• syntonisches Komma = - Schisma + 2•syntonisches Komma = - 1,954 + 2•21,506 = 41,06 Cent.